# Frantz Reichel

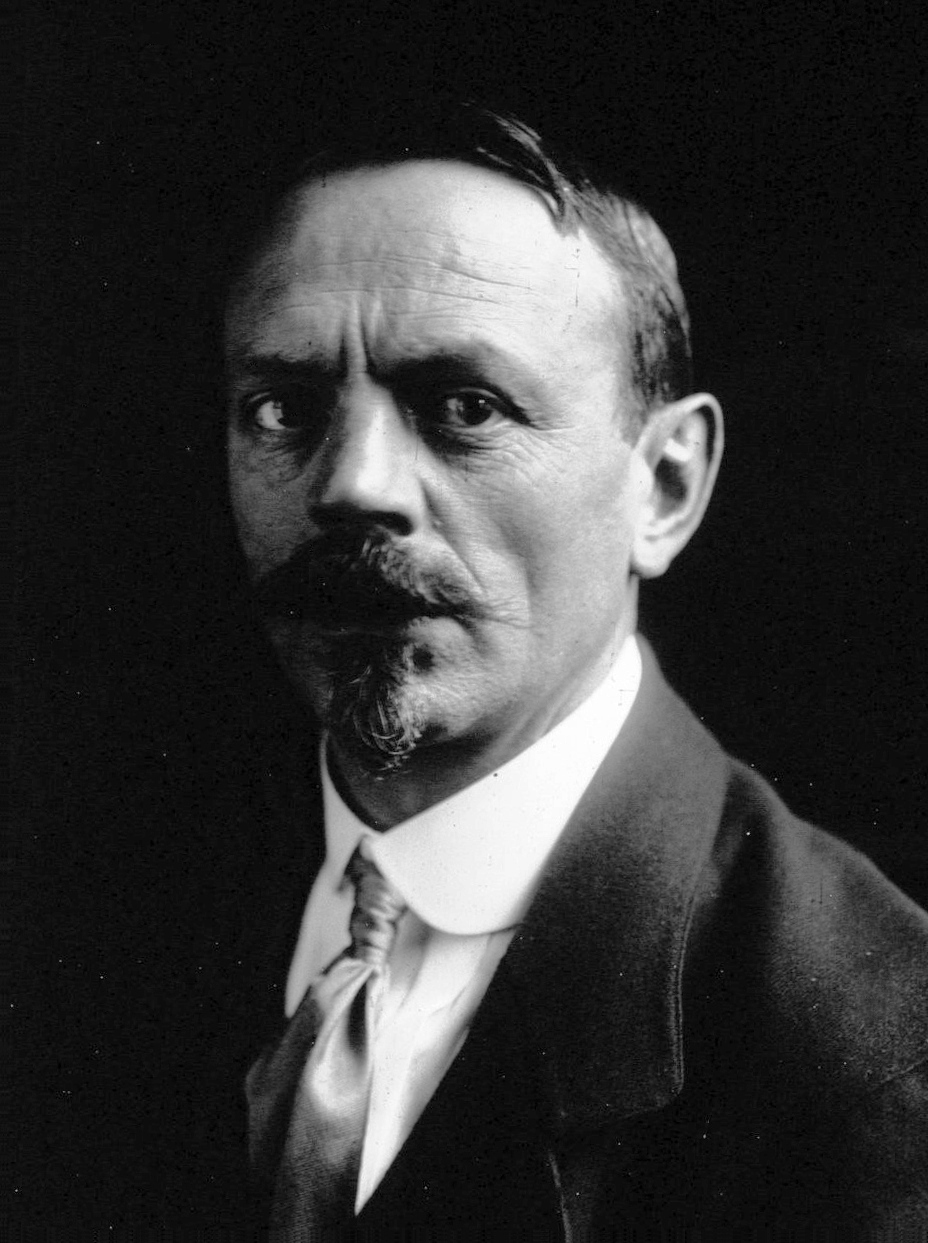
Frantz Reichel, 1913

François-Étienne Obus „Frantz“ Reichel (* 16. März 1871 in Paris; † 24. März 1932 ebenda) war ein französischer Sportler, der in verschiedenen Sportarten in Erscheinung trat, hauptsächlich aber als Rugby-Union-Spieler und Leichtathlet. Außerdem war er als Sportreporter und als Funktionär verschiedener Verbände tätig.

## Biografie
Reichel besuchte das Lycée Lakanal in Sceaux. Später arbeitete er hauptberuflich als Journalist für Le Figaro (er war dort Begründer der Sportabteilung), Le Vélo und Le Sport illustré. Von 1890 bis 1893 gewann er vier französische Meistertitel in der Leichtathletik. Als Sonderberichterstatter von Le Vélo wurde er 1896 nach Athen geschickt, um dort an den ersten Olympischen Spielen der Neuzeit teilzunehmen. Beim 400-Meter-Lauf schied er als Dritter des Vorlaufs aus. Im Finale des 110-Meter-Hürdenlaufs wäre er startberechtigt gewesen, doch er trat nicht an und unterstützte stattdessen seinen Landsmann Albin Lermusiaux beim Marathonlauf.
Ebenfalls erfolgreich war Reichel als Rugbyspieler. 1892 und 1900 wurde er mit dem Racing Club de France französischer Meister. Bei den Olympischen Sommerspielen 1900 in Paris gewann er die Goldmedaille. Anschließend spielte er bis 1906 für den Sporting club universitaire de France, dessen Rugby-Abteilung er im Jahr zuvor mitbegründet hatte.
Reichel war der erste europäische Journalist, der in einem Flugzeug mitflog. Am 3. Oktober 1908 erzielte er in der Nähe von Le Mans zusammen mit seinem Piloten Wilbur Wright einen neuen Weltrekord im Dauerfliegen.
1901 war Reichel Mitbegründer des französischen Nationalen Olympischen Komitees, 1903 Gründer des französischen Boxverbandes, der Billardverbände Fédération des Sociétés Françaises des Amateurs de Billard und Fédération Française de Billard (FFB) und 1924 Gründer des französischen Baseball- und Softballverbandes. 1924 gründete er auch die französische Vereinigung der Sportjournalisten, außerdem war er Generalsekretär des Sportverbandes USFSA.
Bei den Olympischen Sommerspielen 1924 in Paris gehörte Reichel als Pressechef dem Organisationskomitee an. Von 1924 bis 1932 war Reichel Präsident der internationalen Sportjournalistenvereinigung AIPS. Nach ihm benannt ist der Coupe Frantz Reichel, die französische Rugby-Union-Meisterschaft der U21-Junioren.

## Erfolge
- Rugby-Olympiasieger 1900
- Französischer Rugbymeister 1892 und 1900 mit Racing Club de France
- Französischer Meister 1890 und 1891 im Crosslauf
- Französischer Meister 1891 im 110-Meter-Hürdenlauf
- Französischer Meister 1893 im Gehen über 1000 m
- Zweifacher französischer Rekordhalter im Stundenlauf (16.500 m am 20. Juni 1892 und 16.611 Meter am 6. November 1892)